# Vigošte
Vigošte (cyr. Вигоште) – wieś w Serbii, w okręgu zlatiborskim, w gminie Arilje. W 2011 roku liczyła 1180 mieszkańców.